# 干諾道

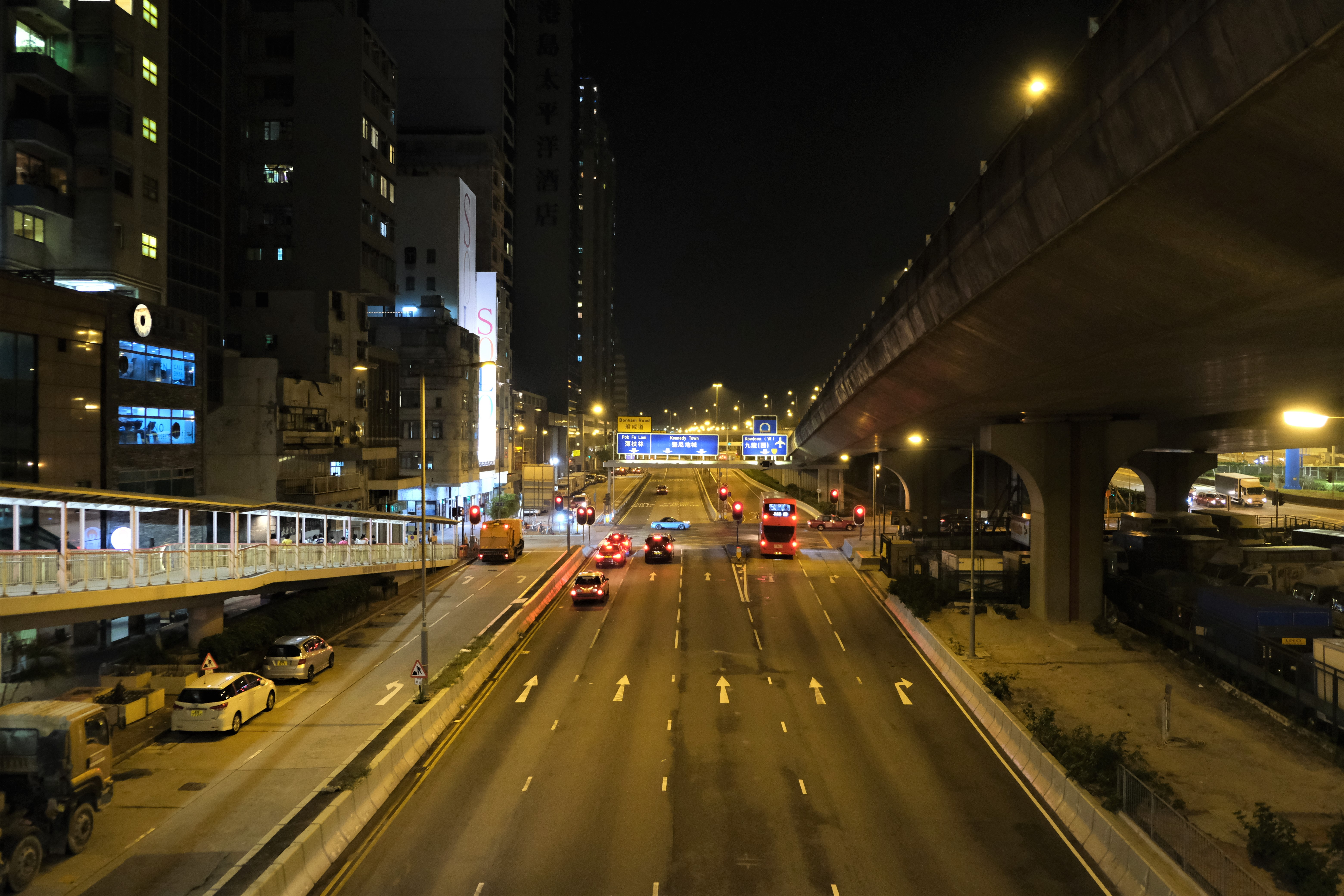
干諾道西近東邊街

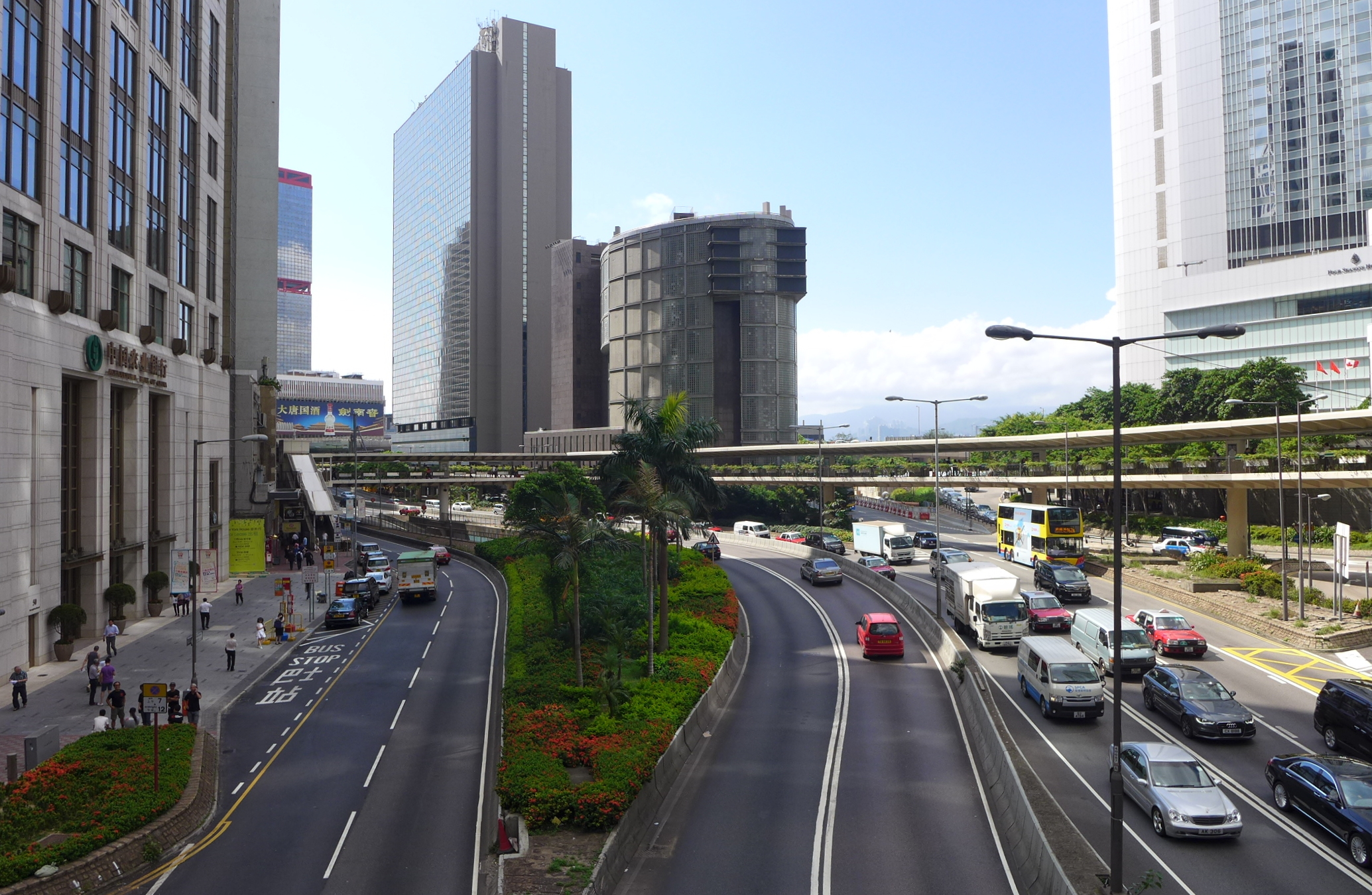
干諾道中向上環方向

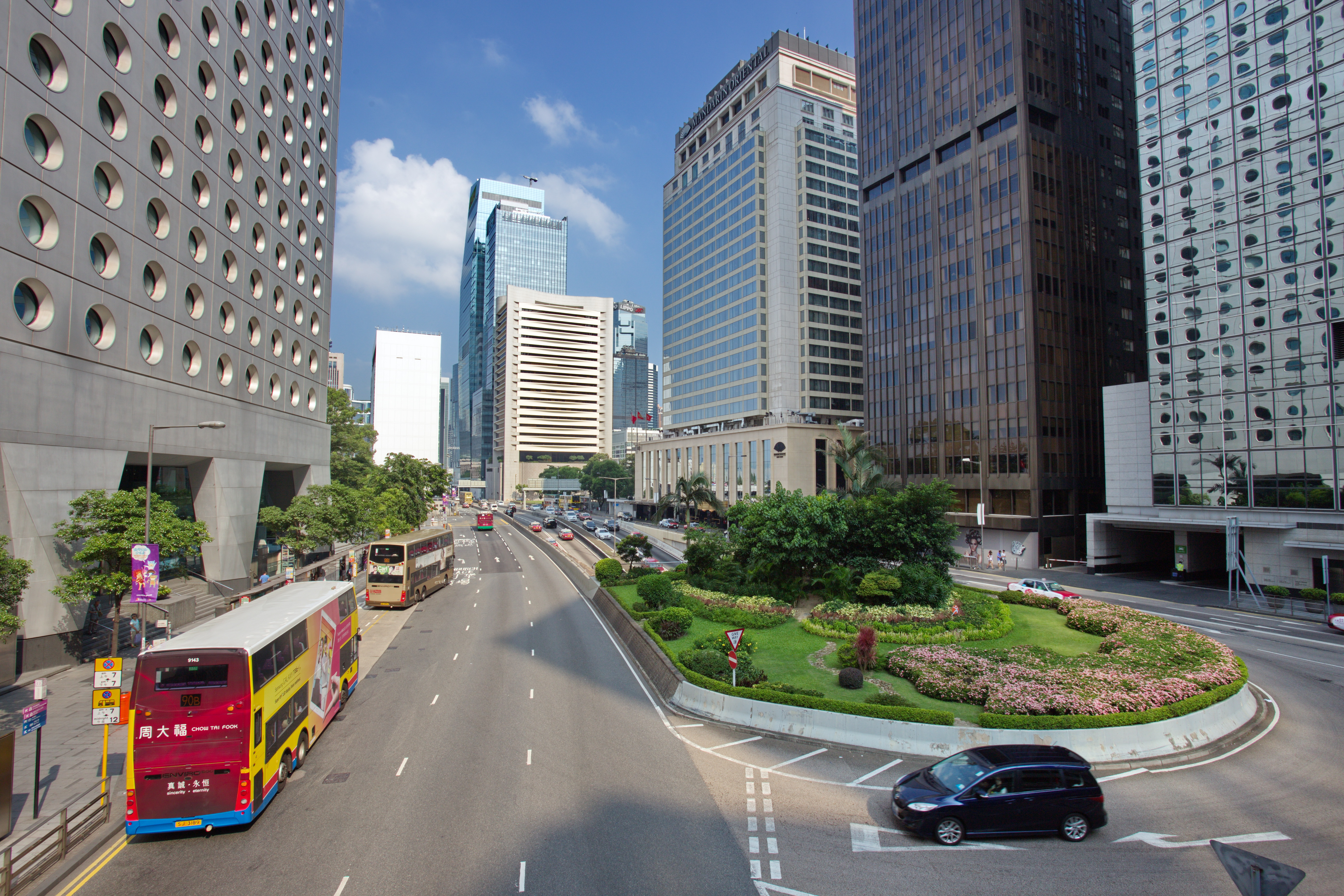
干諾道中怡和大廈外一段

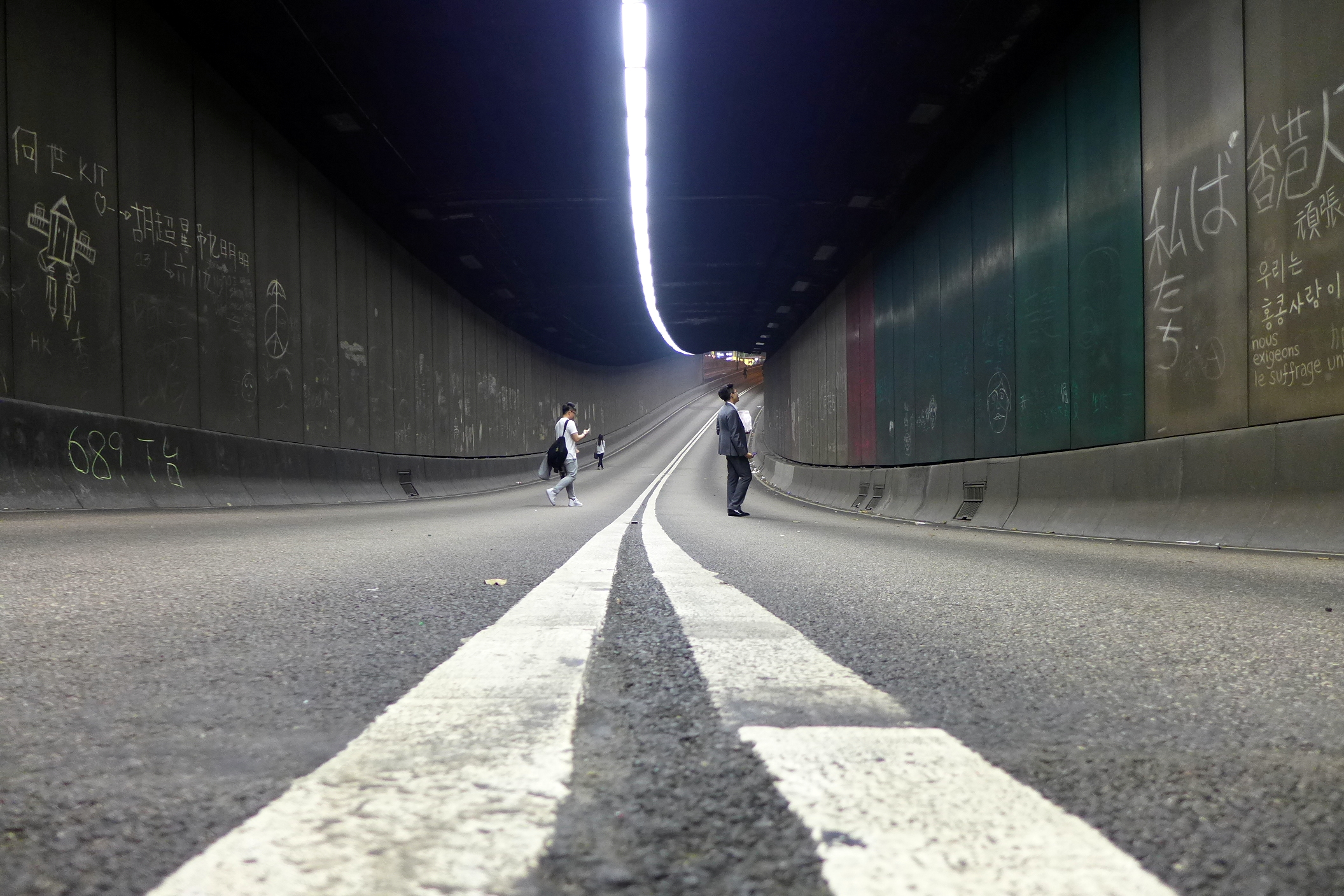
2014年雨傘運動期間的干諾道中畢打街隧道

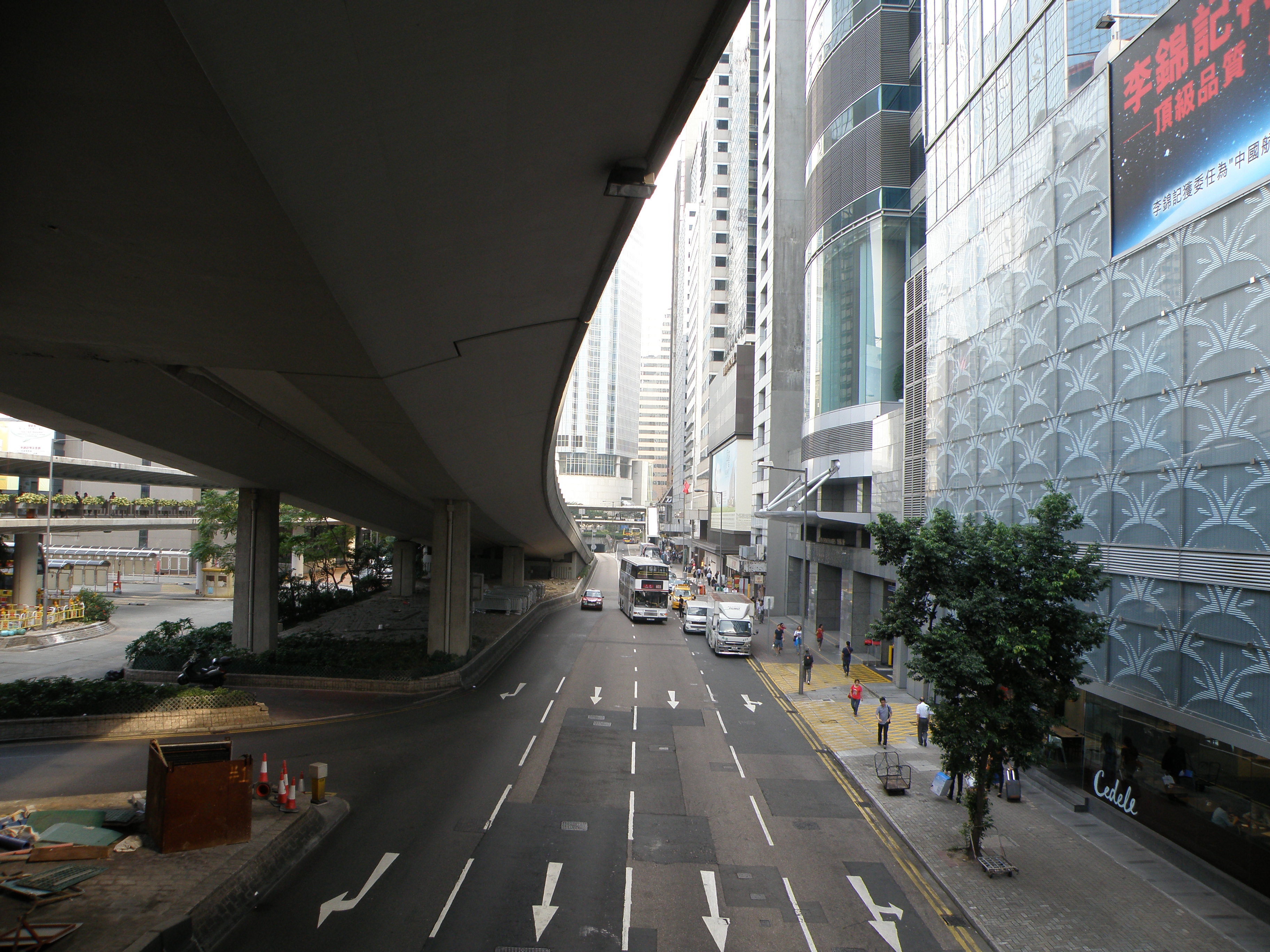
干諾道中介乎無限極廣場至海港政府大樓一段，亦為干諾道西天橋之起點。

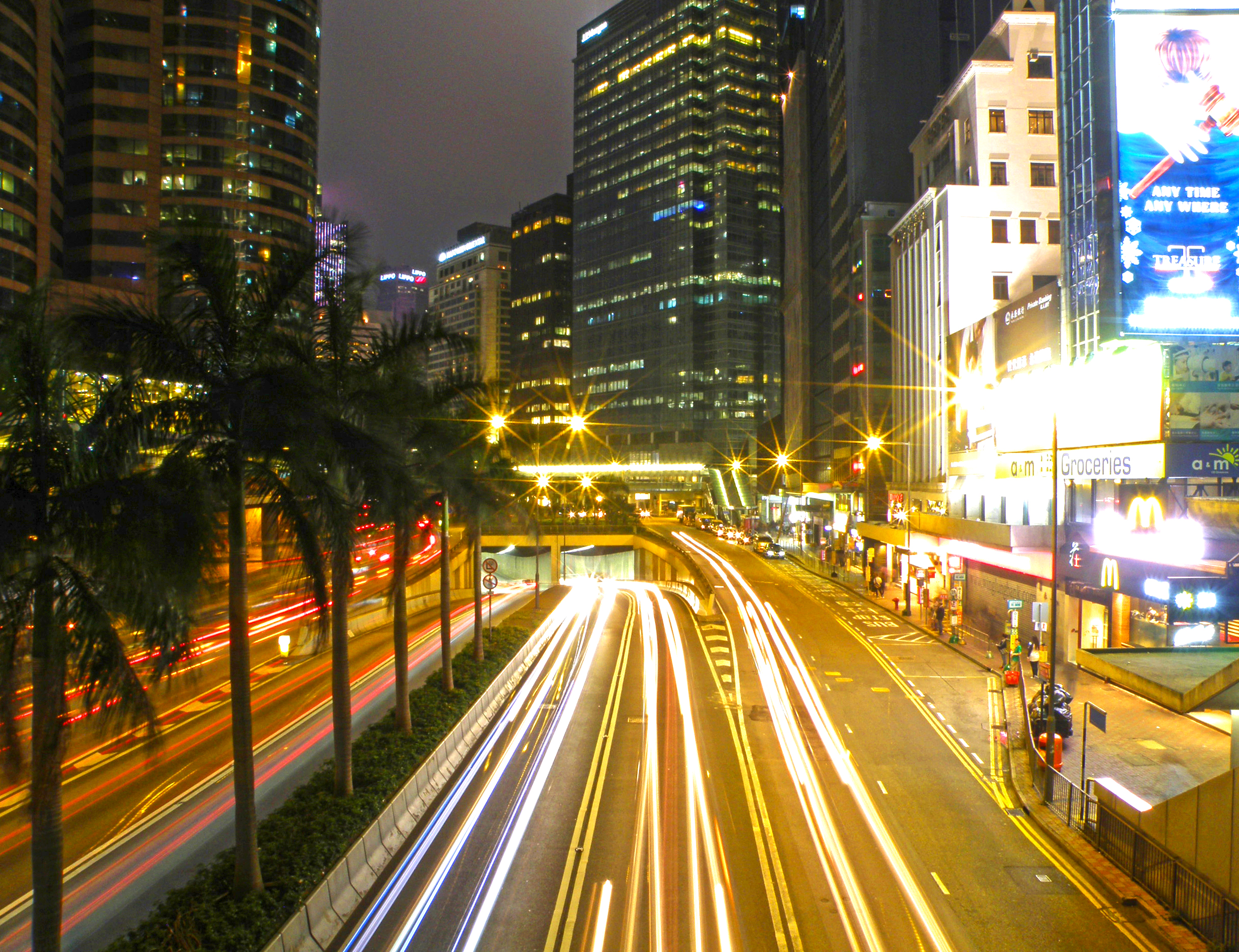
干諾道中夜景，中央為畢打街隧道，
右側為砵典乍街巴士站。（2015年）

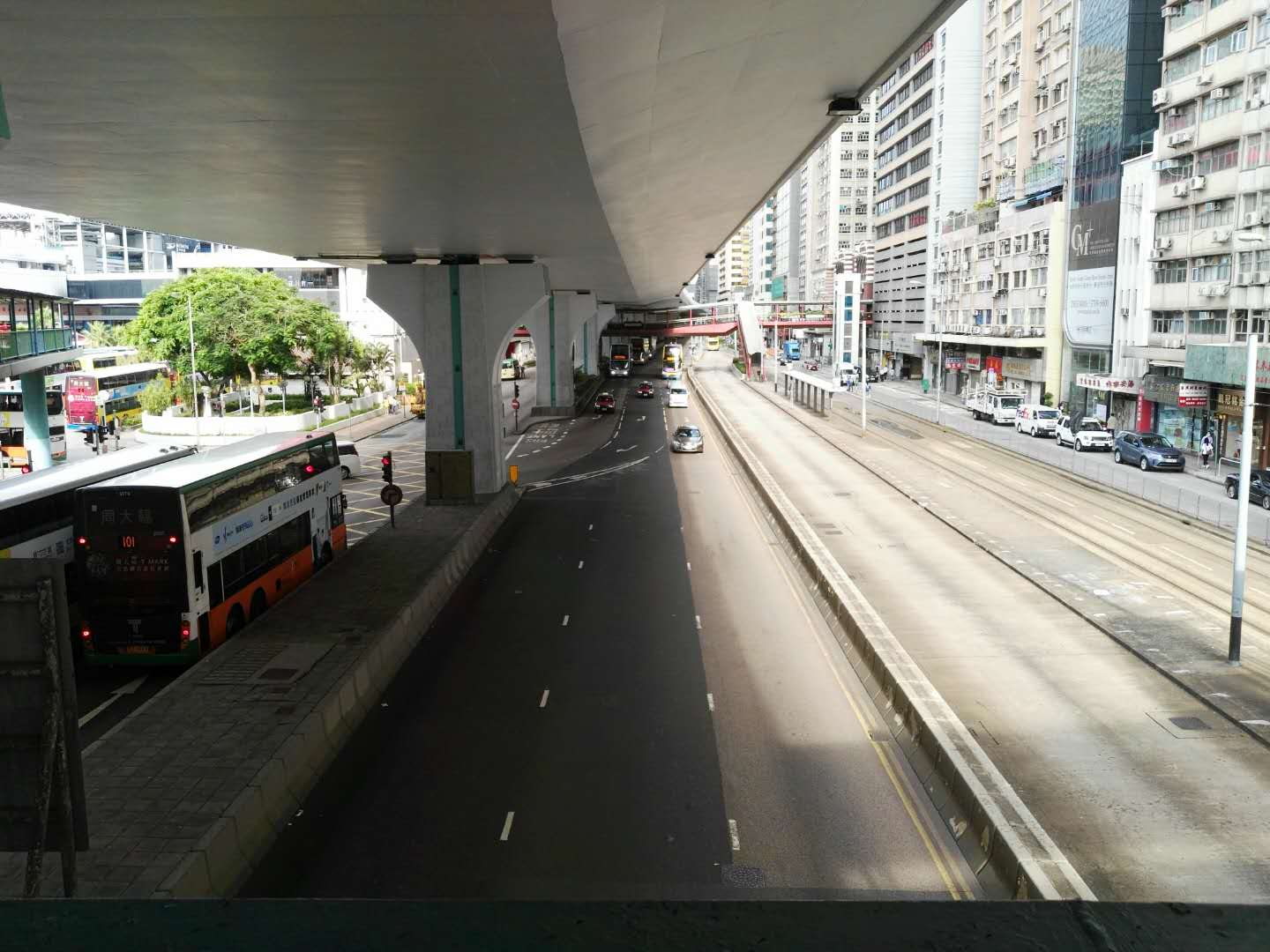
2020年的干諾道西上環段

干諾道中（英語：Connaught Road Central）及干諾道西（英語：Connaught Road West）是香港島區的其中一組主幹道，位於中西區沿岸，連接堅尼地城城西道及金鐘夏慤道，穿越中環心臟地帶。全線為3線至4線雙程分隔道路，部份路段設有行車天橋及地下行車隧道。
干諾道中曾屬於香港4號幹線，而干諾道西天橋現時仍屬於香港4號幹線，干諾道西天橋雖不是快速公路，但車速限制為每小時80公里，與中環及灣仔繞道同為香港島限速最寬鬆的道路，比同屬4號幹線的東區走廊——香港島唯一一條快速公路的限速（每小時70公里）更寬鬆。

## 歷史
香港政府於1889年起於中環進行海旁填海計劃。1890年英國王子干諾公爵夫婦訪問香港。為紀念此事，當時香港護督傅林明（署理當時離港渡假的香港總督德輔）決定將在中環填海區的新海旁道，以維多利亞女皇的第三子干諾公爵（Prince Arthur William Patrick Albert, Duke of Connaught and Strathearn）命名為干諾道，並於1903年落成通車。其後干諾道被分為兩部份：干諾道中起於金鐘夏慤道，西至上環安泰街；干諾道西起於上環安泰街，西至石塘咀山道，在西區填海工程完成後，再伸延到城西道；香港日佔時期干諾道曾經被改名為住吉通。

### 「干諾道改善工程計劃」
道路於落成時本來全為地面道路。根據當局於1970年代規劃東區走廊的交通需求研究，已料到東廊及東區海底隧道相繼通車後，告士打道、夏慤道、干諾道中及干諾道西的行車流量必然會極度飽和，為疏導日益擠塞的交通，1984年路政署決定實行「干諾道改善工程計劃」，大幅重建干諾道並提升為無交通燈阻隔的主幹道路，令車輛能避開地面繁忙路段，連接港島東西兩端，工程亦包括收回急庇利街巴士總站及遷移中環（港澳碼頭）巴士總站。林士街天橋（小巴界因其貼近信德中心而俗稱「信德橋」）、畢打街隧道及夏慤道天橋的工程合約於1986年9月8日批出，1986年11月16日開始興建，1989年10月落成，其中夏慤道天橋及畢打街隧道於11月13日通車，次年1月21日再開通林士街天橋。1997年3月干諾道西天橋（坊間對應東區走廊而俗稱「西區走廊」）落成通車，以便車輛快速地由中環經3號幹線西區海底隧道前往香港國際機場、屯門及元朗。干諾道西天橋接駁林士街天橋，目前通往堅尼地城城西道，並設有預留位連接計劃中的4號幹線堅尼地城至香港仔段的公路，但由于政府於2019年同意发展数码港5期，而选址是4号干线於钢线湾的预留地段（现为数码港公园），进一步引证当局已放弃兴建此段干线，該預留位將會連接港島西至大嶼山東北連接路，經交椅洲人工島通往大嶼山及新界西北。1998年為配合通往港鐵香港站附近的民祥街的地下行車隧道，干諾道中近海港政府大樓的東行線取消，車輛改道新建的民吉街，而西行線則需重新定線繞過民祥街隧道的出口。另外干諾道中往金鐘方向在交易廣場對開路段亦被重新劃線，由干諾道西天橋落橋入干諾道中，只准直入畢打街隧道；前往中環之車輛必須繞經民寶街（國際金融中心一帶）或改由金鐘紅棉路繞回皇后大道中一帶。
2019年中環灣仔繞道通車後，干諾道中天橋除林士街天橋以外不再成為4號幹線一部分，而3號幹線終點位於干諾道西。

## 沿路著名地點
干諾道中
- 友邦金融中心
- 中國建設銀行大廈
- 香港會所大廈
- 香港大會堂
- 皇后像廣場
- 怡和大廈
- 香港文華東方酒店
- 聖佐治大廈
- 遮打大廈
- 環球大廈
- 中環站
- 交易廣場
- 國際金融中心一期
- 永安集團大廈
- 恒生銀行總行大廈
- 中國農業銀行大廈
- 李寶樁大廈
- 永安中心
- 南豐大廈
- 華懋廣場II期
- 中保集團大廈
- 海港政府大樓
- 上環站
- 無限極廣場
- 林士街停車場
- 信德中心
- 港澳碼頭

干諾道西
- 西港城
- 中區警區總部／中區警署（前稱海傍警署）
- 中山紀念公園
- 中山紀念公園體育館
- 中山紀念公園游泳池
- 西區海底隧道港島出入口
- 港島太平洋酒店
- 高樂花園
- 中央人民政府駐香港特別行政區聯絡辦公室／西港中心
- 均益大廈第一、第二和第三期
- 香港萬怡酒店
- One-Eight-One Hotel & Serviced Residences
- 怡景花園
- 維港峰
- 永華大廈
- 香港商業中心
- 香港電車屈地街總站

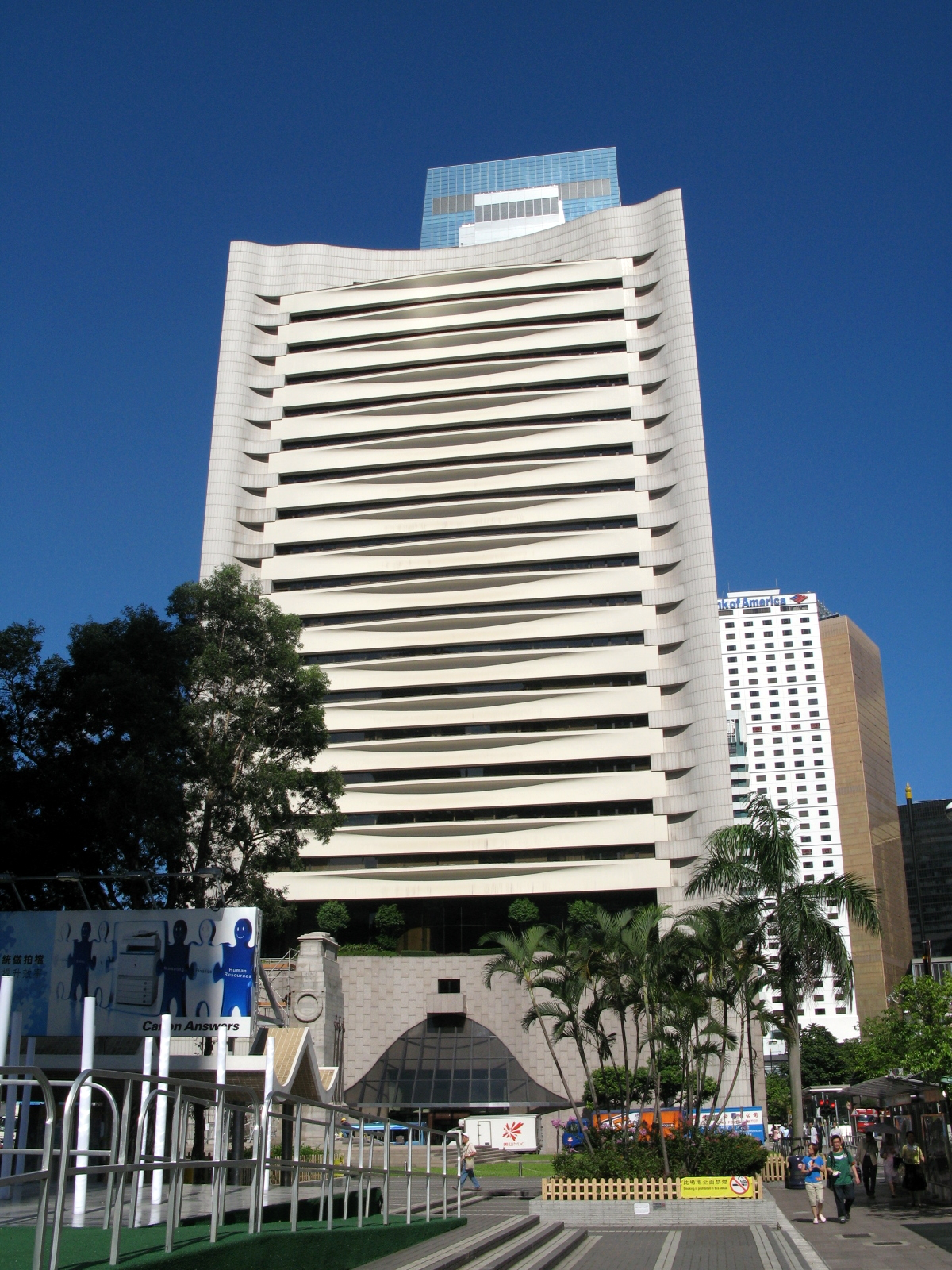
香港會所大廈
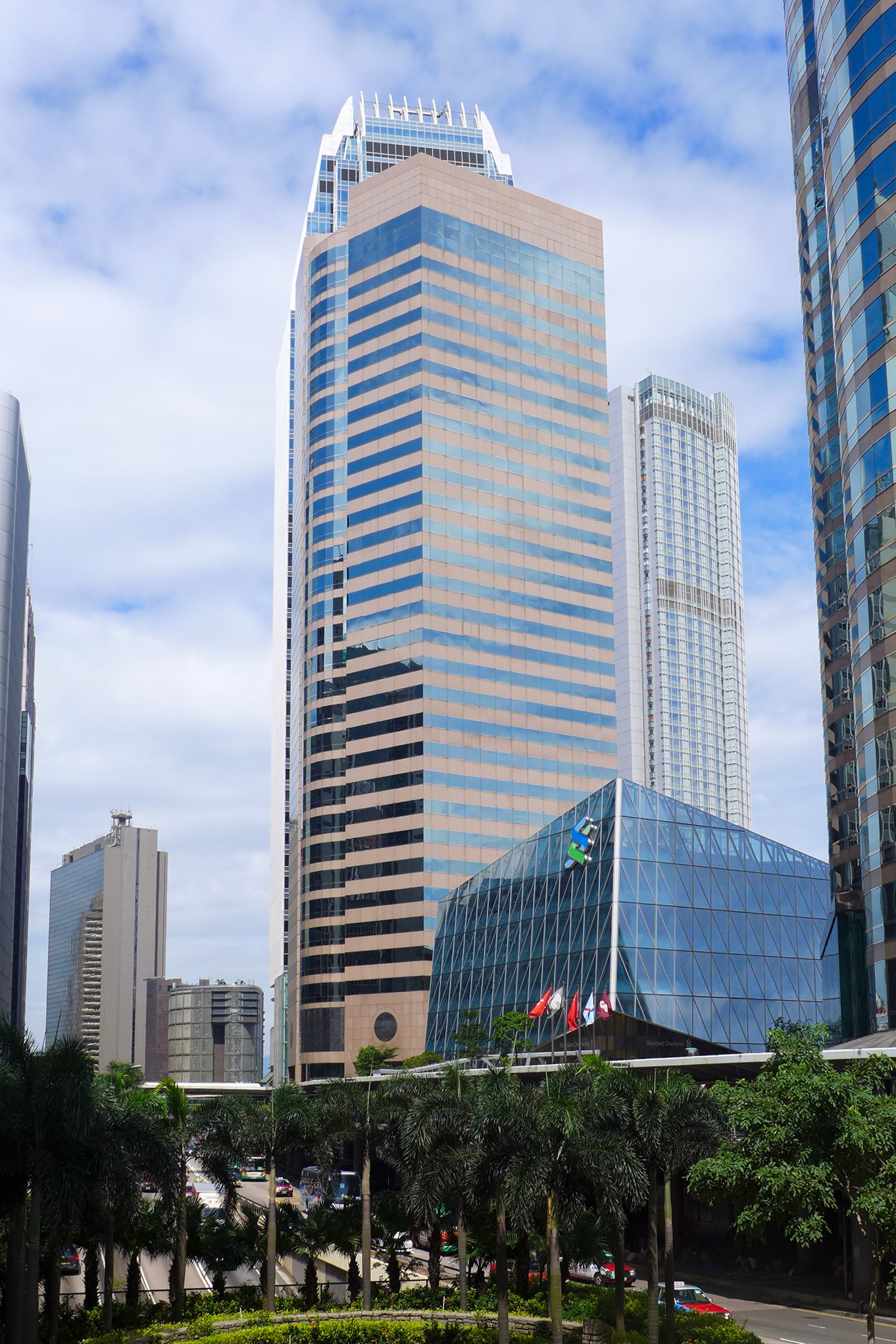
交易廣場第三座
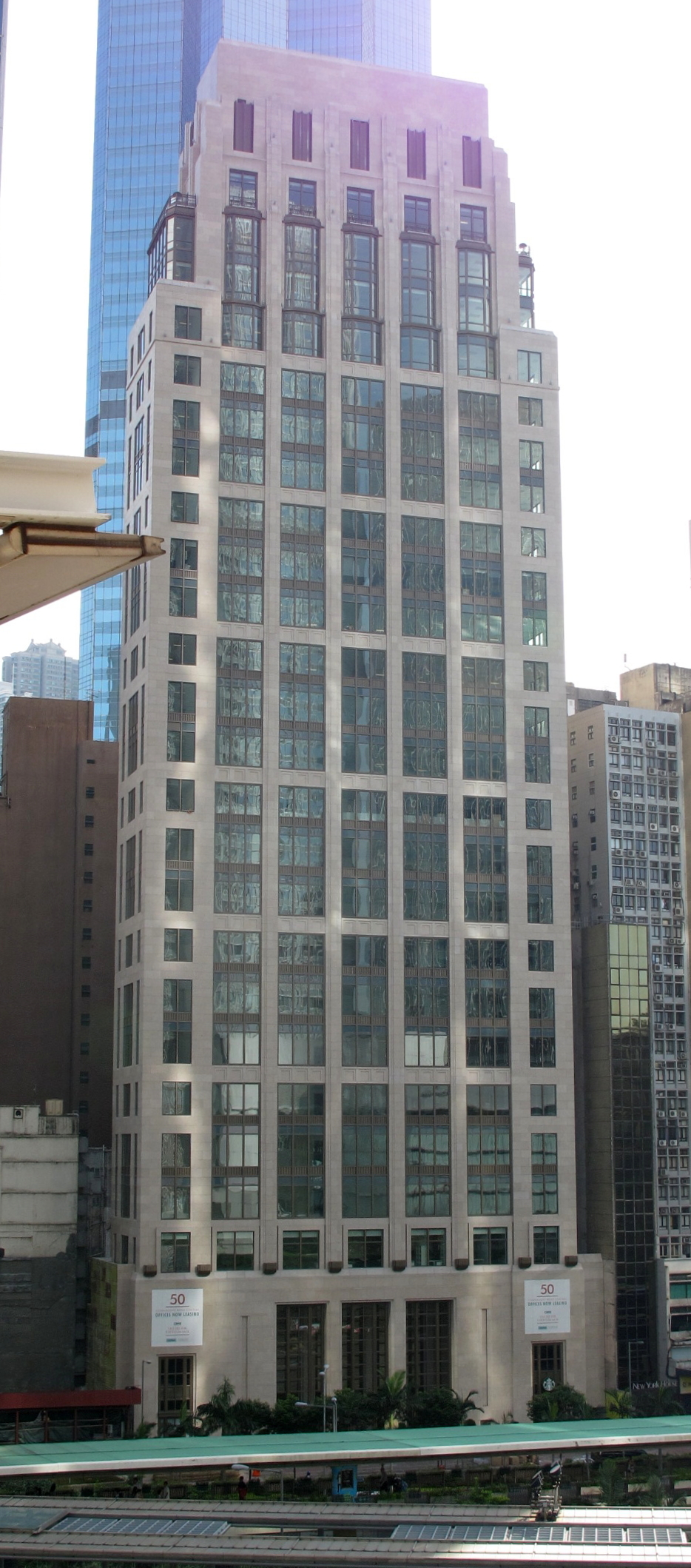
中國農業銀行大廈
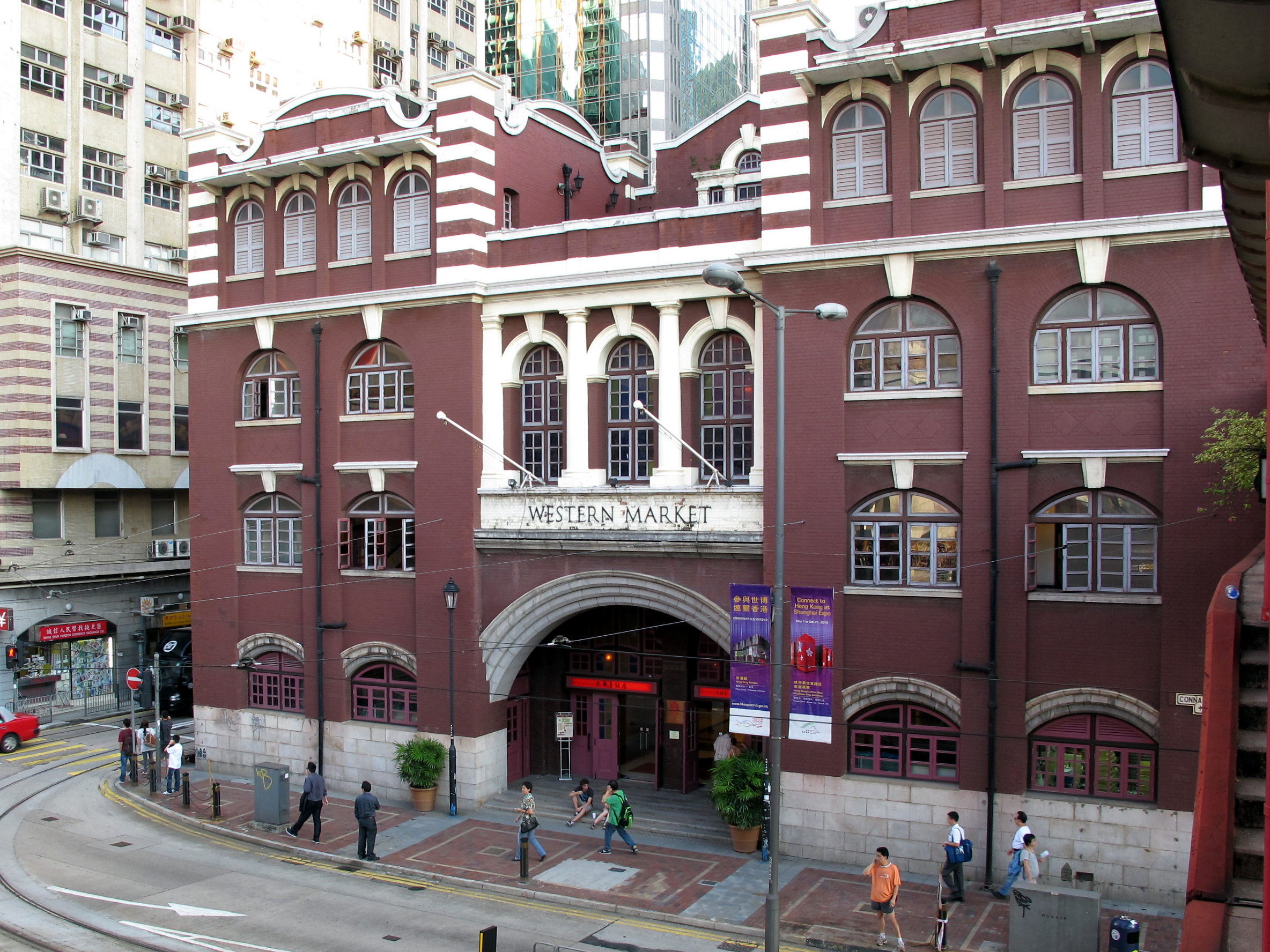
西港城
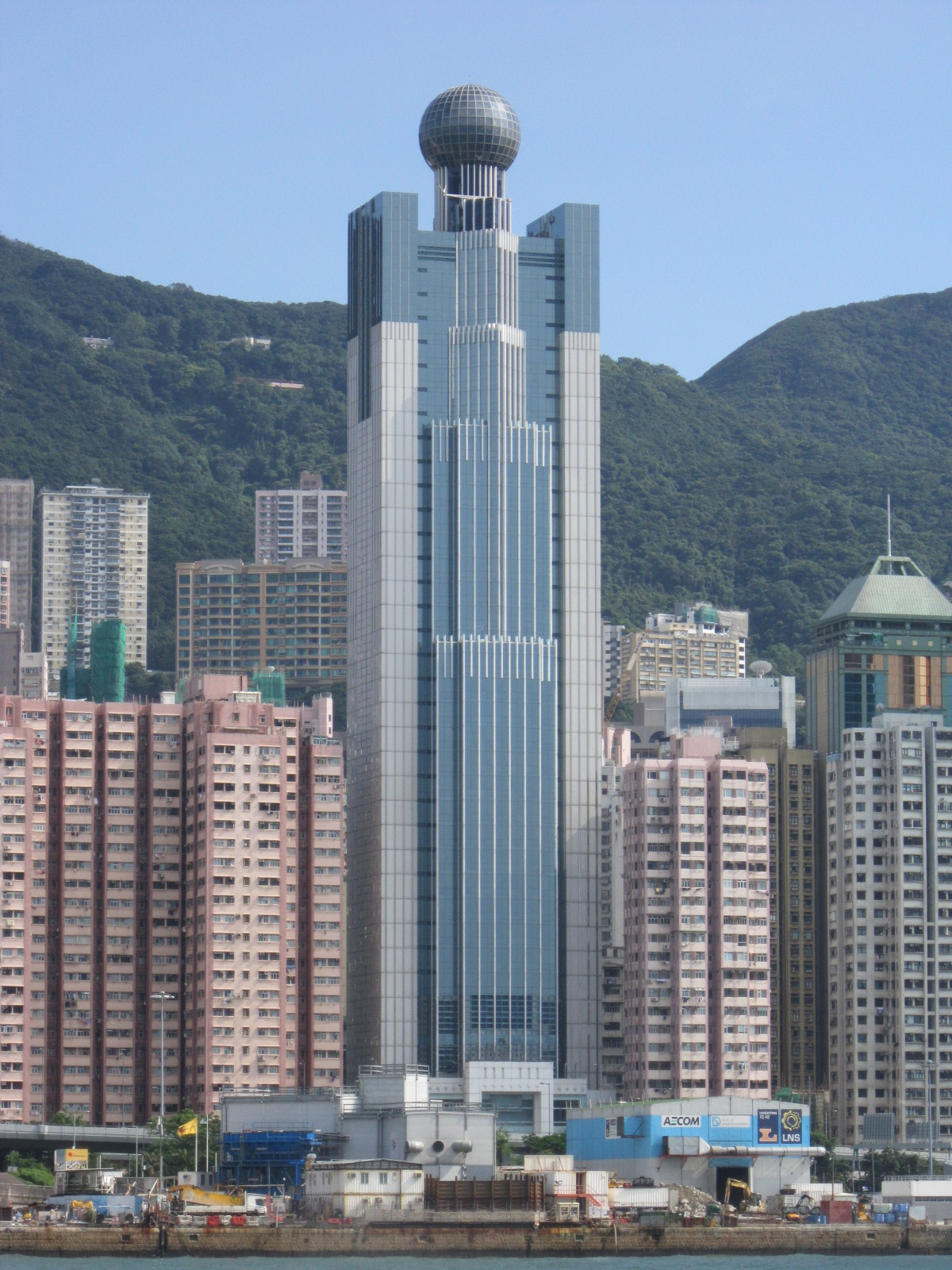
中央人民政府駐香港特別行政區聯絡辦公室

另外干諾道中以東連接夏慤道，並沒有「干諾道東」的道路。

## 交匯道路

### 干諾道中
- 夏愨道
- 會所街
- 昃臣道
- 愛丁堡廣場
- 康樂廣場
- 雪廠街
- 畢打街
- 康樂廣場
- 港景街
- 砵甸乍街
- 域多利皇后街
- 租庇利街
- 民祥街
- 機利文街
- 永和街
- 林士街
- 民吉街
- 文華里
- 禧利街
- 急庇利街
- 摩利臣街

### 干諾道西
- 中景道
- 德輔道西
- 西消防街
- 皇后街
- 修打蘭街
- 威利麻街
- 東邊街
- 東邊街北
- 西區海底隧道
- 正街
- 西邊街
- 朝光街
- 水街
- 嘉安街
- 山道天橋
- 屈地街
- 德輔道西
- 城西道

### 干諾道西天橋
- 林士街天橋
- 西區海底隧道
- 干諾道西
- 山道天橋
- 城西道

## 途經的公共交通服務
現時大部份途經干諾道西的巴士路線皆取道地面路段，故以下只列出途經干諾道西天橋的巴士路線，有關途經林士街天橋的路線，請參考其頁面。

## 畢打街隧道
畢打街隧道是一條橫跨干諾道中與畢打街交界路口的地下行車隧道，於1989年通車，長約130米，來回方向各有兩條行車線。

## 突發事件
- 2019年5月11日晚上9時半，中環干諾道中發生巴士起火事件，並傳出爆炸聲，波及從交易廣場通往恒生銀行總行的行人天橋。消防將火救熄後，巴士燒剩支架。 [3]
- 2023年4月25日，一名持有學習駕駛執照的29歲電單車司機從在干諾道西天橋上駛往灣仔方向，至近西區海底隧道出口對開時電失事自炒，司機被一輛旅遊巴輾過，司機頭爆重傷，當場身亡。警方在同日晚上拘捕31歲旅遊巴司機。[4]